# Ballando con le stelle (tredicesima edizione)
La tredicesima edizione di Ballando con le stelle è andata in onda dal 10 marzo al 19 maggio 2018 il sabato in prima serata su Rai 1. Confermati nella conduzione Milly Carlucci con la partecipazione di Paolo Belli, così come tutti i giurati e gli opinionisti dell'edizione precedente, a cui si aggiunge la presenza di Robozao, robot che si cimenta nella danza ed è protagonista di alcune gag comiche.
Quest'edizione è stata caratterizzata da alcune novità relative ai sistemi di voto delle esibizioni dei concorrenti: oltre al voto della giuria e del pubblico da casa tramite televoto, è stato possibile votare gratuitamente la coppia preferita tramite i social network Instagram, Twitter e Facebook; la coppia più votata tramite questo sistema riceve un "tesoretto social". Altra novità è relativa al tesoretto classico guadagnato dal "ballerino per una notte": per la prima volta esso non viene più assegnato dal presidente di giuria ma dall'opinionista Sandro Mayer.
Per la prima volta nella storia non solo di Ballando con le stelle, ma anche di tutte le edizioni del format Strictly Come Dancing nel mondo, ha preso parte alla gara una coppia formata da concorrente ed insegnante dello stesso sesso, ovvero quella di Giovanni Ciacci e Raimondo Todaro.
Durante la terza puntata, la star mondiale Anastacia, nelle vesti di ballerina per una notte, è stata protagonista di un malfunzionamento d'abito. In pochi minuti il programma diventa virale sul web e il giorno dopo l'episodio occupa le copertine delle più grandi testate giornalistiche mondiali, portando il programma ad una visibilità planetaria.
L'edizione è stata vinta dalla coppia formata dall'attore Cesare Bocci e dalla ballerina Alessandra Tripoli.

## Cast

### Concorrenti
| VIP                | Attività                              | Insegnante         | Stato                |
| ------------------ | ------------------------------------- | ------------------ | -------------------- |
| Cesare Bocci       | Attore                                | Alessandra Tripoli | Vincitori            |
| Francisco Porcella | Surfista                              | Anastasia Kuzmina  | Secondi classificati |
| Gessica Notaro     | Ex modella e addestratrice di delfini | Stefano Oradei     | Terzi classificati   |
| Giaro Giarratana   | Modello e influencer                  | Lucrezia Lando     | Terzi classificati   |
| Giovanni Ciacci    | Stylist e personaggio TV              | Raimondo Todaro    | Quinti classificati  |
| Nathalie Guetta    | Attrice                               | Simone Di Pasquale | Quinti classificati  |
| Akash Kumar        | Modello                               | Veera Kinnunen     | Eliminati            |
| Massimiliano Morra | Attore                                | Sara Di Vaira      | Eliminati            |
| Amedeo Minghi      | Cantautore                            | Samanta Togni      | Eliminati            |
| Christina Ich      | Modella e influencer                  | Luca Favilla       | Eliminati            |
| Eleonora Giorgi    | Attrice                               | Samuel Peron       | Eliminati            |
| Stefania Rocca     | Attrice                               | Marcello Nuzio     | Eliminati            |
| Don Diamont        | Attore                                | Hanna Karttunen    | Eliminati            |

### Giuria
- Ivan Zazzaroni
- Fabio Canino
- Carolyn Smith (presidente di giuria)
- Selvaggia Lucarelli
- Guillermo Mariotto

### Opinionisti
- Sandro Mayer
- Roberta Bruzzone

## Tabellone
Legenda
     Salvi
     Conquistano il tesoretto
     Ricevono il tesoretto social
     Salvati dal televoto
     Non gareggiano in puntata
     Al televoto di spareggio per una settimana
     Eliminati provvisoriamente
     Eliminati definitivamente
     Ripescati
     Ripescati, ma non rientrano in gara
     Non ripescati
     Penalità di 10 punti nella puntata successiva
| Concorrente        | Ballerino/a        | Puntate        | Puntate         | Puntate         | Puntate         | Puntate         | Puntate         | Puntate         | Puntate         | Puntate         | Puntate         |
| Concorrente        | Ballerino/a        | 1ª             | 2ª              | 3ª              | 4ª              | 5ª              | 6ª              | 7ª              | Ripescaggio     | Semifinale      | Finale          |
| ------------------ | ------------------ | -------------- | --------------- | --------------- | --------------- | --------------- | --------------- | --------------- | --------------- | --------------- | --------------- |
| Cesare Bocci       | Alessandra Tripoli | Salvi          | Salvi           | Salvi           | Salvi           | Salvi           | Salvi           | Salvi           | Salvi           | Ultimi 4 (87%)  | Vincitori (67%) |
| Francisco Porcella | Anastasia Kuzmina  | Salvi          | Salvi           | Salvi           | Salvi           | Salvi           | Salvi           | Salvi           | Salvi           | Ultimi 4 (88%)  | Secondi (33%)   |
| Gessica Notaro     | Stefano Oradei     | Salvi          | Salvi           | Salvi           | Salvi           | Salvi           | Salvi           | Salvi           | Ultimi (79%)    | Salvi           | Terzi (35%)     |
| Giaro Giarratana   | Lucrezia Lando     | Salvi          | Salvi           | Ultimi 2 (79%)  | Salvi           | Salvi           | Salvi           | Ultimi 3 (70%)  | Salvi           | Salvi           | Terzi (43%)     |
| Giovanni Ciacci    | Raimondo Todaro    | Salvi          | Salvi           | Salvi           | Salvi           | Salvi           | Salvi           | Salvi           | Salvi           | Salvi           | Quinti          |
| Nathalie Guetta    | Simone di Pasquale | Salvi          | Salvi           | Salvi           | Salvi           | Salvi           | Salvi           | Salvi           | Salvi           | Salvi           | Quinti          |
| Akash Kumar        | Veera Kinnunen     | Ultimi 2 (72%) | Salvi           | Salvi           | Salvi           | Ultimi 2 (65%)  | Ultimi 2 (51%)  | Salvi           | Salvi           | Eliminati (13%) |                 |
| Massimiliano Morra | Sara Di Vaira      | Salvi          | Salvi           | Salvi           | Salvi           | Salvi           | Salvi           | Eliminati (23%) | Ripescati (63%) | Eliminati (12%) |                 |
| Amedeo Minghi      | Samanta Togni      | Salvi          | Salvi           | Salvi           | Salvi           | Salvi           | Eliminati (49%) | Non ripescati   | Eliminati (21%) |                 |                 |
| Christina Ich      | Luca Favilla       | Salvi          | Salvi           | Salvi           | Ultimi 2 (60%)  | Eliminati (35%) |                 | Ripescati (7%)  | Eliminati (30%) |                 |                 |
| Eleonora Giorgi    | Samuel Peron       | Ultimi 2 (28%) | Salvi           | Salvi           | Eliminati (40%) |                 |                 | Non ripescati   | Eliminati (16%) |                 |                 |
| Stefania Rocca     | Marcello Nuzio     | Salvi          | Ultimi 2 (64%)  | Eliminati (21%) |                 |                 |                 | Non ripescati   | Eliminati (37%) |                 |                 |
| Don Diamont        | Hanna Karttunen    | Salvi          | Eliminati (36%) |                 |                 |                 |                 | Non ripescati   | Eliminati (32%) |                 |                 |

## Dettaglio delle puntate

### Prima puntata
- Data: 10 marzo 2018

- Ospite: Robozao come "ballerino per una notte".

Gara di puntata:
| Ordine di uscita | Concorrenti                            | Voto Giuria | Voto Giuria | Voto Giuria | Voto Giuria | Voto Giuria | Punti bonus           | Totale punteggio tecnico |
| Ordine di uscita | Concorrenti                            | Zazzaroni   | Canino      | Smith       | Lucarelli   | Mariotto    | Punti bonus           | Totale punteggio tecnico |
| ---------------- | -------------------------------------- | ----------- | ----------- | ----------- | ----------- | ----------- | --------------------- | ------------------------ |
| 3                | Stefania Rocca e Marcello Nuzio        | 4           | 4           | 4           | 5           | 3           | +40 (tesoretto)       | 60                       |
| 11               | Gessica Notaro e Stefano Oradei        | 9           | 8           | 8           | 9           | 8           |                       | 42                       |
| 9                | Cesare Bocci e Alessandra Tripoli      | 8           | 7           | 8           | 10          | 8           |                       | 41                       |
| 13               | Francisco Porcella e Anastasia Kuzmina | 7           | 6           | 8           | 9           | 8           |                       | 39                       |
| 10               | Cristina e Luca Favilla                | 8           | 6           | 8           | 6           | 8           |                       | 36                       |
| 2                | Massimiliano Morra e Sara Di Vaira     | 6           | 7           | 7           | 7           | 8           |                       | 35                       |
| 12               | Giovanni Ciacci e Raimondo Todaro      | 6           | 7           | 7           | 8           | 4           |                       | 32                       |
| 4                | Giaro Giarratana e Lucrezia Lando      | 6           | 6           | 6           | 5           | 4           | +5 (tesoretto social) | 32                       |
| 8                | Don Diamont e Hanna Karttunen          | 6           | 6           | 6           | 7           | 5           |                       | 30                       |
| 1                | Amedeo Minghi e Samanta Togni          | 4           | 5           | 4           | 5           | 7           |                       | 25                       |
| 5                | Nathalie Guetta e Simone Di Pasquale   | 3           | 6           | 5           | 6           | 4           |                       | 24                       |
| 6                | Akash e Veera Kinnunen                 | 5           | 6           | 6           | 4           | 3           |                       | 24                       |
| 7                | Eleonora Giorgi e Samuel Peron         | 4           | 5           | 4           | 5           | 0           |                       | 18                       |

Spareggio: vi partecipano gli ultimi due concorrenti classificati dalla media tra il punteggio ottenuto nella prima manche e il televoto.
| Ordine di uscita | Concorrenti                    | Televoto | Esito                                                     |
| ---------------- | ------------------------------ | -------- | --------------------------------------------------------- |
| 1                | Akash e Veera Kinnunen         | 72%      | Salvi                                                     |
| 2                | Eleonora Giorgi e Samuel Peron | 28%      | Partono con 10 punti di penalità nella puntata successiva |

### Seconda puntata
- Data: 17 marzo 2018

- Ospite: Silvan come "ballerino per una notte".

Gara di puntata:
| Ordine di uscita | Concorrenti                            | Voto Giuria | Voto Giuria | Voto Giuria | Voto Giuria | Voto Giuria | Punti bonus/malus     | Totale punteggio tecnico |
| Ordine di uscita | Concorrenti                            | Zazzaroni   | Canino      | Smith       | Lucarelli   | Mariotto    | Punti bonus/malus     | Totale punteggio tecnico |
| ---------------- | -------------------------------------- | ----------- | ----------- | ----------- | ----------- | ----------- | --------------------- | ------------------------ |
| 7                | Nathalie Guetta e Simone Di Pasquale   | 4           | 7           | 4           | 3           | 3           | +50 (tesoretto)       | 71                       |
| 8                | Giaro Giarratana e Lucrezia Lando      | 8           | 8           | 10          | 8           | 10          | +5 (tesoretto social) | 49                       |
| 13               | Gessica Notaro e Stefano Oradei        | 10          | 9           | 9           | 9           | 10          |                       | 47                       |
| 12               | Francisco Porcella e Anastasia Kuzmina | 9           | 9           | 9           | 9           | 10          |                       | 46                       |
| 11               | Cesare Bocci e Alessandra Tripoli      | 8           | 8           | 9           | 9           | 9           |                       | 43                       |
| 10               | Cristina e Luca Favilla                | 8           | 7           | 8           | 4           | 8           |                       | 35                       |
| 2                | Stefania Rocca e Marcello Nuzio        | 7           | 8           | 8           | 7           | 6           |                       | 35                       |
| 1                | Massimiliano Morra e Sara Di Vaira     | 7           | 7           | 8           | 7           | 6           |                       | 34                       |
| 4                | Akash e Veera Kinnunen                 | 6           | 6           | 7           | 4           | 7           |                       | 30                       |
| 6                | Don Diamont e Hanna Karttunen          | 5           | 5           | 7           | 6           | 6           |                       | 29                       |
| 9                | Giovanni Ciacci e Raimondo Todaro      | 0           | 10          | 6           | 7           | 5           |                       | 28                       |
| 3                | Amedeo Minghi e Samanta Togni          | 5           | 4           | 4           | 5           | 4           |                       | 22                       |
| 5                | Eleonora Giorgi e Samuel Peron         | 4           | 5           | 4           | 3           | 2           | -10 (malus)           | 8                        |

Spareggio vi partecipano gli ultimi due concorrenti classificati dalla media tra il punteggio ottenuto nella puntata e il televoto; la coppia meno votata sarà eliminata provvisoriamente e andrà al ripescaggio che si svolgerà nelle prossime puntate. 
| Ordine di uscita | Concorrenti                     | Televoto | Esito                      |
| ---------------- | ------------------------------- | -------- | -------------------------- |
| 1                | Stefania Rocca e Marcello Nuzio | 64%      | Salvi                      |
| 2                | Don Diamont e Hanna Karttunen   | 36%      | Eliminati provvisoriamente |

### Terza puntata
- Data: 24 marzo 2018

- Ospiti: Anastacia come "ballerina per una notte", Tosca D'Aquino, Vincenzo Salemme, Gigi Marzullo.

Gara di puntata:
| Ordine di uscita | Concorrenti                            | Voto Giuria | Voto Giuria | Voto Giuria | Voto Giuria | Voto Giuria | Punti bonus           | Totale punteggio tecnico |
| Ordine di uscita | Concorrenti                            | Zazzaroni   | Canino      | Smith       | Lucarelli   | Mariotto    | Punti bonus           | Totale punteggio tecnico |
| ---------------- | -------------------------------------- | ----------- | ----------- | ----------- | ----------- | ----------- | --------------------- | ------------------------ |
| 7                | Eleonora Giorgi e Samuel Peron         | 5           | 5           | 5           | 5           | 5           | +50 (tesoretto)       | 75                       |
| 9                | Gessica Notaro e Stefano Oradei        | 10          | 10          | 10          | 8           | 10          |                       | 48                       |
| 2                | Francisco Porcella e Anastasia Kuzmina | 9           | 8           | 10          | 10          | 9           |                       | 46                       |
| 8                | Akash e Veera Kinnunen                 | 8           | 8           | 9           | 8           | 9           |                       | 42                       |
| 6                | Cesare Bocci e Alessandra Tripoli      | 9           | 8           | 8           | 9           | 7           |                       | 41                       |
| 11               | Giaro Giarratana e Lucrezia Lando      | 7           | 7           | 7           | 7           | 10          |                       | 38                       |
| 10               | Giovanni Ciacci e Raimondo Todaro      | 5           | 5           | 8           | 5           | 5           |                       | 28                       |
| 1                | Stefania Rocca e Marcello Nuzio        | 5           | 5           | 5           | 5           | 6           |                       | 26                       |
| 3                | Amedeo Minghi e Samanta Togni          | 5           | 5           | 5           | 5           | 3           |                       | 23                       |
| 12               | Cristina e Luca Favilla                | 5           | 4           | 5           | 3           | 3           |                       | 20                       |
| 4                | Nathalie Guetta e Simone Di Pasquale   | 5           | 5           | 3           | 3           | 3           |                       | 19                       |
| 5                | Massimiliano Morra e Sara Di Vaira     | 0           | 0           | 0           | 0           | 0           | +5 (tesoretto social) | 5                        |

Spareggio: vi partecipano gli ultimi due concorrenti classificati dalla media tra il punteggio ottenuto nella puntata e il televoto; la coppia meno votata sarà eliminata provvisoriamente e andrà al ripescaggio che si svolgerà nelle prossime puntate. 
| Ordine di uscita | Concorrenti                       | Televoto | Esito                      |
| ---------------- | --------------------------------- | -------- | -------------------------- |
| 1                | Giaro Giarratana e Lucrezia Lando | 79%      | Salvi                      |
| 2                | Stefania Rocca e Marcello Nuzio   | 21%      | Eliminati provvisoriamente |

### Quarta puntata
- Data: 31 marzo 2018

- Ospiti: Raoul Bova e Rocío Muñoz Morales come "ballerini per una notte", Gigi Marzullo.

Gara di puntata:
| Ordine di uscita | Concorrenti                            | Voto Giuria | Voto Giuria | Voto Giuria | Voto Giuria | Voto Giuria | Punti bonus           | Totale punteggio tecnico |
| Ordine di uscita | Concorrenti                            | Zazzaroni   | Canino      | Smith       | Lucarelli   | Mariotto    | Punti bonus           | Totale punteggio tecnico |
| ---------------- | -------------------------------------- | ----------- | ----------- | ----------- | ----------- | ----------- | --------------------- | ------------------------ |
| 6                | Gessica Notaro e Stefano Oradei        | 9           | 8           | 9           | 10          | 9           | +48 (tesoretto)       | 93                       |
| 5                | Francisco Porcella e Anastasia Kuzmina | 10          | 9           | 9           | 10          | 10          | +5 (tesoretto social) | 53                       |
| 8                | Nathalie Guetta e Simone Di Pasquale   | 7           | 8           | 7           | 7           | 10          |                       | 39                       |
| 11               | Giaro Giarratana e Lucrezia Lando      | 7           | 9           | 8           | 6           | 9           |                       | 39                       |
| 3                | Cristina e Luca Favilla                | 7           | 7           | 7           | 6           | 8           |                       | 35                       |
| 9                | Giovanni Ciacci e Raimondo Todaro      | 0           | 8           | 8           | 10          | 7           |                       | 33                       |
| 1                | Amedeo Minghi e Samanta Togni          | 6           | 6           | 5           | 6           | 6           |                       | 29                       |
| 7                | Akash e Veera Kinnunen                 | 6           | 6           | 6           | 5           | 6           |                       | 29                       |
| 4                | Cesare Bocci e Alessandra Tripoli      | 5           | 6           | 6           | 5           | 5           |                       | 27                       |
| 10               | Eleonora Giorgi e Samuel Peron         | 4           | 6           | 5           | 4           | 6           |                       | 25                       |
| 2                | Massimiliano Morra e Sara Di Vaira     | 4           | 4           | 3           | 4           | 3           |                       | 18                       |

Spareggio: vi partecipano gli ultimi due concorrenti classificati dalla media tra il punteggio ottenuto nella puntata e il televoto; la coppia meno votata sarà eliminata provvisoriamente e andrà al ripescaggio che si svolgerà nelle prossime puntate. 
| Ordine di uscita | Concorrenti                    | Televoto | Esito                      |
| ---------------- | ------------------------------ | -------- | -------------------------- |
| 1                | Cristina e Luca Favilla        | 60%      | Salvi                      |
| 2                | Eleonora Giorgi e Samuel Peron | 40%      | Eliminati provvisoriamente |

### Quinta puntata
- Data: 07 aprile 2018

- Ospiti: Al Bano e Romina Power come "ballerini per una notte".

Prima manche - Prova speciale: i concorrenti, senza l'ausilio dei loro maestri, devono riconoscere il ritmo musicale eseguito dall'orchestra e improvvisare una performance di 50 secondi. La giuria assegnerà poi un punteggio.
| Ordine di uscita | Concorrenti        | Ballo da riconoscere e improvvisare | Punti bonus assegnati da Carolyn Smith |
| ---------------- | ------------------ | ----------------------------------- | -------------------------------------- |
| 7                | Amedeo Minghi      | Jive                                | 15                                     |
| 3                | Gessica Notaro     | Samba                               | 5                                      |
| 10               | Nathalie Guetta    | Charleston                          | 5                                      |
| 1                | Francisco Porcella | Boogie Woogie                       | 0                                      |
| 2                | Cesare Bocci       | Paso Doble                          | 0                                      |
| 4                | Massimiliano Morra | Paso Doble                          | 0                                      |
| 5                | Cristina           | Merengue                            | 0                                      |
| 6                | Giaro Giarratana   | Salsa                               | 0                                      |
| 8                | Giovanni Ciacci    | Cha Cha Cha                         | 0                                      |
| 9                | Akash              | Charleston                          | 0                                      |

Seconda manche - Gara di puntata:
| Ordine di uscita | Concorrenti                            | Voto Giuria | Voto Giuria | Voto Giuria | Voto Giuria | Voto Giuria | Punti bonus           | Totale punteggio tecnico |
| Ordine di uscita | Concorrenti                            | Zazzaroni   | Canino      | Smith       | Lucarelli   | Mariotto    | Punti bonus           | Totale punteggio tecnico |
| ---------------- | -------------------------------------- | ----------- | ----------- | ----------- | ----------- | ----------- | --------------------- | ------------------------ |
| 2                | Massimiliano Morra e Sara Di Vaira     | 5           | 5           | 5           | 4           | 3           | +48 (tesoretto)       | 70                       |
| 5                | Gessica Notaro e Stefano Oradei        | 10          | 10          | 10          | 10          | 10          | +5 (prova speciale)   | 55                       |
| 3                | Amedeo Minghi e Samanta Togni          | 6           | 6           | 6           | 7           | 8           | +15 (prova speciale)  | 48                       |
| 6                | Nathalie Guetta e Simone Di Pasquale   | 7           | 9           | 7           | 7           | 8           | +5 (prova speciale)   | 43                       |
| 4                | Giaro Giarratana e Lucrezia Lando      | 6           | 8           | 9           | 8           | 10          |                       | 41                       |
| 7                | Giovanni Ciacci e Raimondo Todaro      | 8           | 9           | 10          | 8           | 0           | +5 (tesoretto social) | 40                       |
| 9                | Francisco Porcella e Anastasia Kuzmina | 8           | 7           | 9           | 8           | 7           |                       | 39                       |
| 8                | Akash e Veera Kinnunen                 | 7           | 7           | 8           | 5           | 8           |                       | 35                       |
| 1                | Cesare Bocci e Alessandra Tripoli      | 6           | 6           | 8           | 6           | 7           |                       | 33                       |
| 10               | Cristina e Luca Favilla                | 6           | 6           | 5           | 6           | 2           |                       | 25                       |

Spareggio: vi partecipano gli ultimi due concorrenti classificati dalla media tra il punteggio ottenuto complessivamente nella puntata e il televoto; la coppia meno votata sarà eliminata provvisoriamente e andrà al ripescaggio che si svolgerà nelle prossime puntate. 
| Ordine di uscita | Concorrenti             | Televoto | Esito                      |
| ---------------- | ----------------------- | -------- | -------------------------- |
| 1                | Akash e Veera Kinnunen  | 65%      | Salvi                      |
| 2                | Cristina e Luca Favilla | 35%      | Eliminati provvisoriamente |

### Sesta puntata
- Data: 14 aprile 2018

- Ospite: Gabriel Garko come "ballerino per una notte".

Prima manche - Prova speciale: i concorrenti devono cimentarsi in una danza senegalese insieme ai loro maestri e con altri ballerini. Alla fine la giuria assegna un punteggio.
| Ordine di uscita | Concorrenti        | Punti bonus assegnati dalla Giuria |
| ---------------- | ------------------ | ---------------------------------- |
| 7                | Giaro Giarratana   | 20                                 |
| 5                | Amedeo Minghi      | 5                                  |
| 1                | Akash              | 0                                  |
| 2                | Cesare Bocci       | 0                                  |
| 3                | Massimiliano Morra | 0                                  |
| 4                | Gessica Notaro     | 0                                  |
| 6                | Giovanni Ciacci    | 0                                  |
| 8                | Nathalie Guetta    | 0                                  |
| 9                | Francisco Porcella | 0                                  |

Seconda manche - Gara di puntata:
| Ordine di uscita | Concorrenti                            | Voto Giuria | Voto Giuria | Voto Giuria | Voto Giuria | Voto Giuria | Punti bonus           | Totale punteggio tecnico |
| Ordine di uscita | Concorrenti                            | Zazzaroni   | Canino      | Smith       | Lucarelli   | Mariotto    | Punti bonus           | Totale punteggio tecnico |
| ---------------- | -------------------------------------- | ----------- | ----------- | ----------- | ----------- | ----------- | --------------------- | ------------------------ |
| 6                | Nathalie Guetta e Simone Di Pasquale   | 6           | 6           | 6           | 5           | 7           | +50 (tesoretto)       | 80                       |
| 1                | Giaro Giarratana e Lucrezia Lando      | 6           | 6           | 7           | 7           | 8           | +20 (prova speciale)  | 54                       |
| 5                | Gessica Notaro e Stefano Oradei        | 10          | 10          | 8           | 9           | 10          |                       | 47                       |
| 4                | Cesare Bocci e Alessandra Tripoli      | 7           | 8           | 10          | 7           | 8           |                       | 40                       |
| 8                | Akash e Veera Kinnunen                 | 7           | 8           | 8           | 8           | 8           |                       | 39                       |
| 3                | Amedeo Minghi e Samanta Togni          | 6           | 6           | 6           | 8           | 7           | +5 (prova speciale)   | 38                       |
| 7                | Giovanni Ciacci e Raimondo Todaro      | 6           | 7           | 7           | 7           | 6           | +5 (tesoretto social) | 38                       |
| 2                | Francisco Porcella e Anastasia Kuzmina | 3           | 8           | 7           | 7           | 10          |                       | 35                       |
| 9                | Massimiliano Morra e Sara Di Vaira     | 4           | 5           | 6           | 4           | 5           |                       | 24                       |

Spareggio: vi partecipano gli ultimi due concorrenti classificati dalla media tra il punteggio ottenuto complessivamente nella puntata e il televoto (Akash e Veera Kinnunen, Amedeo Minghi e Samanta Togni). Viene aperto il televoto, ma le esibizioni dei concorrenti vengono rimandate alla puntata successiva e il televoto rimane aperto per una settimana.

### Settima puntata
- Data: 21 aprile 2018

- Ospiti: Terence Hill e Veronica Bitto come "ballerini per una notte".

Spareggio: vi partecipano gli ultimi due concorrenti della classifica della precedente puntata, rimasti al televoto per tutta la settimana; la coppia meno votata sarà eliminata provvisoriamente e andrà al ripescaggio. 
| Ordine di uscita | Concorrenti                   | Televoto | Esito                      |
| ---------------- | ----------------------------- | -------- | -------------------------- |
| 1                | Akash e Veera Kinnunen        | 51%      | Salvi                      |
| 2                | Amedeo Minghi e Samanta Togni | 49%      | Eliminati provvisoriamente |

Prima manche - Prova speciale: i concorrenti, in quattro sfide, devono cimentarsi in una prova speciale di salsa e bachata acrobatica. Vengono assegnati 30 punti alle coppie vincitrici delle sfide in base alla media tra preferenze dei giurati e televoto.
| Ordine di uscita | Concorrenti                            | Preferenza Giuria | Preferenza Giuria | Preferenza Giuria | Preferenza Giuria | Preferenza Giuria | Esito sfida per la Giuria | Esito Giura + Televoto | Punti guadagnati |
| Ordine di uscita | Concorrenti                            | Zazzaroni         | Canino            | Smith             | Lucarelli         | Mariotto          | Esito sfida per la Giuria | Esito Giura + Televoto | Punti guadagnati |
| ---------------- | -------------------------------------- | ----------------- | ----------------- | ----------------- | ----------------- | ----------------- | ------------------------- | ---------------------- | ---------------- |
| 1                | Giaro Giarratana e Lucrezia Lando      |                   |                   |                   |                   |                   | 2                         | 52%                    | 30               |
| 2                | Gessica Notaro e Stefano Oradei        |                   |                   |                   |                   |                   | 3                         | 48%                    | 0                |
|                  |                                        |                   |                   |                   |                   |                   |                           |                        |                  |
| 3                | Cesare Bocci e Alessandra Tripoli      |                   |                   |                   |                   |                   | 2                         | 51%                    | 30               |
| 4                | Massimiliano Morra e Sara Di Vaira     |                   |                   |                   |                   |                   | 3                         | 49%                    | 0                |
|                  |                                        |                   |                   |                   |                   |                   |                           |                        |                  |
| 5                | Giovanni Ciacci e Raimondo Todaro      |                   |                   |                   |                   |                   | 4                         | 70%                    | 30               |
| 6                | Nathalie Guetta e Simone Di Pasquale   |                   |                   |                   |                   |                   | 1                         | 30%                    | 0                |
|                  |                                        |                   |                   |                   |                   |                   |                           |                        |                  |
| 7                | Francisco Porcella e Anastasia Kusmina |                   |                   |                   |                   |                   | 2                         | 51%                    | 30               |
| 8                | Akash e Veera Kinnunen                 |                   |                   |                   |                   |                   | 3                         | 49%                    | 0                |

Seconda manche - Gara di puntata:
| Ordine di uscita | Concorrenti                            | Voto Giuria | Voto Giuria | Voto Giuria | Voto Giuria | Voto Giuria | Punti bonus                                 | Totale punteggio tecnico |
| Ordine di uscita | Concorrenti                            | Zazzaroni   | Canino      | Smith       | Lucarelli   | Mariotto    | Punti bonus                                 | Totale punteggio tecnico |
| ---------------- | -------------------------------------- | ----------- | ----------- | ----------- | ----------- | ----------- | ------------------------------------------- | ------------------------ |
| 1                | Cesare Bocci e Alessandra Tripoli      | 7           | 8           | 9           | 7           | 9           | +30 (prova speciale) +50 (tesoretto)        | 120                      |
| 6                | Giovanni Ciacci e Raimondo Todaro      | 10          | 10          | 10          | 10          | 8           | +30 (prova speciale) +10 (tesoretto social) | 88                       |
| 2                | Giaro Giarratana e Lucrezia Lando      | 8           | 8           | 9           | 9           | 10          | +30 (prova speciale)                        | 74                       |
| 3                | Francisco Porcella e Anastasia Kuzmina | 9           | 8           | 8           | 9           | 9           | +30 (prova speciale)                        | 73                       |
| 7                | Gessica Notaro e Stefano Oradei        | 10          | 10          | 10          | 9           | 10          |                                             | 49                       |
| 4                | Massimiliano Morra e Sara Di Vaira     | 7           | 8           | 9           | 9           | 8           |                                             | 41                       |
| 8                | Akash e Veera Kinnunen                 | 7           | 8           | 9           | 6           | 6           |                                             | 36                       |
| 5                | Nathalie Guetta e Simone Di Pasquale   | 4           | 3           | 4           | 0           | 0           |                                             | 11                       |

Terza manche - Staffetta di ripescaggio: gli eliminati si esibiscono in una staffetta di esibisizioni a sorpresa; il più votato dalla giuria e tramite i social network prende parte alla spareggio finale con gli ultimi due classificati della puntata per provare a rientrare in gara.
| Ordine di uscita | Concorrenti                     | Preferenza Giuria | Preferenza Giuria | Preferenza Giuria | Preferenza Giuria | Preferenza Giuria | Esito         |
| Ordine di uscita | Concorrenti                     | Zazzaroni         | Canino            | Smith             | Lucarelli         | Mariotto          | Esito         |
| ---------------- | ------------------------------- | ----------------- | ----------------- | ----------------- | ----------------- | ----------------- | ------------- |
| 4                | Cristina e Luca Favilla         |                   |                   |                   |                   |                   | Ripescati     |
| 2                | Stefania Rocca e Marcello Nuzio |                   |                   |                   |                   |                   | Non ripescati |
| 5                | Amedeo Minghi e Samanta Togni   |                   |                   |                   |                   |                   | Non ripescati |
| 1                | Don Diamont e Hanna Karttunnen  |                   |                   |                   |                   |                   | Non ripescati |
| 3                | Eleonora Giorgi e Samuel Peron  |                   |                   |                   |                   |                   | Non ripescati |

Spareggio: vi partecipano gli ultimi due concorrenti classificati dalla media tra il punteggio ottenuto complessivamente nella puntata e il televoto e il vincitore della staffetta di ripescaggio; le due coppie meno votate saranno eliminate provvisoriamente e andranno al ripescaggio che si svolgerà nella prossima puntata. 
| Ordine di uscita | Concorrenti                        | Televoto | Esito                      |
| ---------------- | ---------------------------------- | -------- | -------------------------- |
| 1                | Giaro Giarratana e Lucrezia Lando  | 70%      | Salvi                      |
| 2                | Massimiliano Morra e Sara Di Vaira | 23%      | Eliminati provvisoriamente |
| 3                | Cristina e Luca Favilla            | 7%       | Eliminati provvisoriamente |

### Ottava puntata -Ripescaggio
- Data: 28 aprile 2018

- Ospite: Suor Cristina come "ballerina per una notte".

Prima manche - Sfide per il ripescaggio: i concorrenti eliminati nelle precedenti puntate si sfidano per cercare di rientrare in gara; i vincitori delle sfide (decretati dalla giuria e dal televoto) accedono allo spareggio finale, i perdenti sono eliminati definitivamente.
| Ordine di uscita | Concorrenti                        | Preferenza Giuria | Preferenza Giuria | Preferenza Giuria | Preferenza Giuria | Preferenza Giuria | Esito sfida per la Giuria | Esito Giuria + Televoto | Risultato                      |
| Ordine di uscita | Concorrenti                        | Zazzaroni         | Canino            | Smith             | Lucarelli         | Mariotto          | Esito sfida per la Giuria | Esito Giuria + Televoto | Risultato                      |
| ---------------- | ---------------------------------- | ----------------- | ----------------- | ----------------- | ----------------- | ----------------- | ------------------------- | ----------------------- | ------------------------------ |
| 1                | Amedeo Minghi e Samanta Togni      |                   |                   |                   |                   |                   | 4                         | 84%                     | Accedono allo spareggio finale |
| 2                | Eleonora Giorgi e Samuel Peron     |                   |                   |                   |                   |                   | 1                         | 16%                     | Eliminati definitivamente      |
|                  |                                    |                   |                   |                   |                   |                   |                           |                         |                                |
| 3                | Don Diamont e Hanna Kartunnen      |                   |                   |                   |                   |                   | 2                         | 32%                     | Eliminati definitivamente      |
| 4                | Massimiliano Morra e Sara Di Vaira |                   |                   |                   |                   |                   | 3                         | 68%                     | Accedono allo spareggio finale |
|                  |                                    |                   |                   |                   |                   |                   |                           |                         |                                |
| 5                | Stefania Rocca e Marcello Nuzio    |                   |                   |                   |                   |                   | 3                         | 70%                     | Accedono allo spareggio finale |
| 6                | Cristina e Luca Favilla            |                   |                   |                   |                   |                   | 2                         | 30%                     | Eliminati definitivamente      |

Seconda manche - Gara di puntata:
| Ordine di uscita | Concorrenti                            | Voto Giuria | Voto Giuria | Voto Giuria | Voto Giuria | Voto Giuria | Punti bonus            | Totale punteggio tecnico |
| Ordine di uscita | Concorrenti                            | Zazzaroni   | Canino      | Smith       | Lucarelli   | Mariotto    | Punti bonus            | Totale punteggio tecnico |
| ---------------- | -------------------------------------- | ----------- | ----------- | ----------- | ----------- | ----------- | ---------------------- | ------------------------ |
| 3                | Francisco Porcella e Anastasia Kuzmina | 9           | 8           | 8           | 9           | 10          | +50 (tesoretto)        | 94                       |
| 6                | Giovanni Ciacci e Raimondo Todaro      | 8           | 8           | 9           | 7           | 6           | +10 (tesoretto social) | 48                       |
| 7                | Giaro Giarratana e Lucrezia Lando      | 8           | 8           | 8           | 9           | 10          |                        | 43                       |
| 1                | Cesare Bocci e Alessandra Tripoli      | 7           | 7           | 8           | 8           | 9           |                        | 39                       |
| 4                | Gessica Notaro e Stefano Oradei        | 7           | 8           | 6           | 7           | 8           |                        | 37                       |
| 2                | Akash e Veera Kinnunen                 | 5           | 6           | 7           | 3           | 5           |                        | 26                       |
| 5                | Nathalie Guetta e Simone Di Pasquale   | 3           | 6           | 4           | 1           | 2           |                        | 16                       |

Spareggio: vi partecipano, in due sfide, l'ultima coppia classificata dalla media tra il punteggio ottenuto nella puntata e il televoto e i tre vincitori delle sfide di ripescaggio; le due coppie meno votate saranno eliminate definitivamente.
| Ordine di uscita | Concorrenti                        | Televoto | Esito                     |
| ---------------- | ---------------------------------- | -------- | ------------------------- |
| 1                | Gessica Notaro e Stefano Oradei    | 79%      | Salvi                     |
| 2                | Amedeo Minghi e Samanta Togni      | 21%      | Eliminati definitivamente |
|                  |                                    |          |                           |
| 3                | Massimiliano Morra e Sara Di Vaira | 63%      | Ripescati                 |
| 4                | Stefania Rocca e Marcello Nuzio    | 37%      | Eliminati definitivamente |

### Nona puntata -Semifinale
- Data: 5 maggio 2018

- Ospiti: Ivana Trump e Rossano Rubicondi come "ballerini per una notte", Ryan Reynolds, Josh Brolin, Giuliana De Sio.

Prima manche - Prova speciale: i concorrenti devono cimentarsi in una danza con il loro insegnante impersonando un animale. Alla fine la giuria assegna un punteggio.
| Ordine di uscita | Concorrenti        | Animale interpretato | Punti bonus assegnati dalla Giuria |
| ---------------- | ------------------ | -------------------- | ---------------------------------- |
| 6                | Gessica Notaro     | Delfino              | 15                                 |
| 5                | Giaro Giarratana   | Serpente             | 10                                 |
| 1                | Francisco Porcella | Medusa               | 0                                  |
| 2                | Cesare Bocci       | Aquila               | 0                                  |
| 3                | Nathalie Guetta    | Ragno                | 0                                  |
| 4                | Akash              | Tigre                | 0                                  |
| 7                | Massimiliano Morra | Pavone               | 0                                  |
| 8                | Giovanni Ciacci    | Pinguino             | 0                                  |

Seconda manche - Gara di puntata:
| Ordine di uscita | Concorrenti                            | Voto Giuria | Voto Giuria | Voto Giuria | Voto Giuria | Voto Giuria | Punti bonus            | Totale punteggio tecnico |
| Ordine di uscita | Concorrenti                            | Zazzaroni   | Canino      | Smith       | Lucarelli   | Mariotto    | Punti bonus            | Totale punteggio tecnico |
| ---------------- | -------------------------------------- | ----------- | ----------- | ----------- | ----------- | ----------- | ---------------------- | ------------------------ |
| 4                | Gessica Notaro e Stefano Oradei        | 9           | 10          | 8           | 9           | 10          | +15 (prova speciale)   | 61                       |
| 6                | Nathalie Guetta e Simone Di Pasquale   | 1           | 1           | 3           | 0           | 0           | +50 (tesoretto)        | 55                       |
| 8                | Giovanni Ciacci e Raimondo Todaro      | 8           | 9           | 9           | 9           | 8           | +10 (tesoretto social) | 53                       |
| 3                | Giaro Giarratana e Lucrezia Lando      | 7           | 7           | 8           | 8           | 9           | +10 (prova speciale)   | 49                       |
| 5                | Francisco Porcella e Anastasia Kuzmina | 9           | 9           | 9           | 9           | 10          |                        | 46                       |
| 2                | Cesare Bocci e Alessandra Tripoli      | 5           | 6           | 8           | 6           | 7           |                        | 32                       |
| 1                | Akash e Veera Kinnunen                 | 6           | 6           | 7           | 4           | 5           |                        | 28                       |
| 7                | Massimiliano Morra e Sara Di Vaira     | 3           | 1           | 4           | 1           | 0           |                        | 9                        |

Spareggio: vi partecipano, in due sfide, gli ultimi quattro concorrenti classificati dalla media tra il punteggio ottenuto complessivamente nella puntata e il televoto; le due coppie meno votate saranno eliminate definitivamente.
| Ordine di uscita | Concorrenti                            | Televoto | Esito                     |
| ---------------- | -------------------------------------- | -------- | ------------------------- |
| 1                | Francisco Porcella e Anastasia Kuzmina | 88%      | Salvi                     |
| 2                | Massimiliano Morra e Sara Di Vaira     | 12%      | Eliminati definitivamente |
|                  |                                        |          |                           |
| 3                | Cesare Bocci e Alessandra Tripoli      | 87%      | Salvi                     |
| 4                | Akash e Veera Kinnunen                 | 13%      | Eliminati definitivamente |

### Decima puntata -Finale
- Data: 19 maggio 2018

- Ospiti: Gina Lollobrigida come “ballerina per una notte”, Valerio Scanu, Eleonora Daniele, Marzia Roncacci.

Prima manche - Prova speciale: i concorrenti, bendati e senza i loro maestri, dovranno riconoscere ed eseguire un ballo che hanno già studiato; dopo pochi secondi di esibizione entra in studio a sorpresa una persona a loro cara con cui dovranno ballare.
| Ordine di uscita | Concorrenti        | Partner a sorpresa        | Punti bonus assegnati dalla Giuria |
| ---------------- | ------------------ | ------------------------- | ---------------------------------- |
| 5                | Cesare Bocci       | La moglie Daniela         | 10                                 |
| 1                | Francisco Porcella | La madre Cristel          | 9                                  |
| 4                | Giaro Giarratana   | La madre Miranda          | 9                                  |
| 3                | Giovanni Ciacci    | L'amica Valeria Marini    | 9                                  |
| 2                | Gessica Notaro     | Le sorelle Noemi e Silvia | 9                                  |
| 6                | Nathalie Guetta    | L'amico Flavio Insinna    | 6                                  |

Seconda manche - Gara di puntata: gli ultimi due concorrenti della classifica combinata vengono eliminati e si classificano quinti a pari merito per questa edizione, i primi quattro accedono alla terza manche.
| Ordine di uscita | Concorrenti                            | Voto Giuria | Voto Giuria | Voto Giuria | Voto Giuria | Voto Giuria | Punti bonus          | Totale punteggio tecnico | Esito combinato (Giuria e Televoto) |
| Ordine di uscita | Concorrenti                            | Zazzaroni   | Canino      | Smith       | Lucarelli   | Mariotto    | Punti bonus          | Totale punteggio tecnico | Esito combinato (Giuria e Televoto) |
| ---------------- | -------------------------------------- | ----------- | ----------- | ----------- | ----------- | ----------- | -------------------- | ------------------------ | ----------------------------------- |
| 2                | Francisco Porcella e Anastasia Kuzmina | 10          | 10          | 10          | 10          | 10          | +9 (prova speciale)  | 59                       | Accedono alla terza manche          |
| 3                | Giaro Giarratana e Lucrezia Lando      | 10          | 10          | 10          | 10          | 10          | +9 (prova speciale)  | 59                       | Accedono alla terza manche          |
| 1                | Cesare Bocci e Alessandra Tripoli      | 9           | 9           | 10          | 10          | 10          | +10 (prova speciale) | 58                       | Accedono alla terza manche          |
| 4                | Gessica Notaro e Stefano Oradei        | 10          | 10          | 10          | 9           | 10          | +9 (prova speciale)  | 58                       | Accedono alla terza manche          |
| 5                | Giovanni Ciacci e Raimondo Todaro      | 9           | 8           | 9           | 8           | 8           | +9 (prova speciale)  | 51                       | Quinti classificati                 |
| 6                | Nathalie Guetta e Simone Di Pasquale   | 6           | 6           | 6           | 6           | 8           | +6 (prova speciale)  | 38                       | Quinti classificati                 |

Terza manche - Sfide: le quattro coppie rimaste in gara si sfidano a due a due. Le due coppie vincitrici accedono al ring finale, mentre le due perdenti vengono eliminate e si classificano terze a pari merito. Il risultato viene decretato dalla preferenza dei giurati unita al televoto.
| Ordine di uscita | Concorrenti                            | Preferenza Giuria | Preferenza Giuria | Preferenza Giuria | Preferenza Giuria | Preferenza Giuria | Esito sfida per la Giuria | Esito Giuria + Televoto | Risultato               |
| Ordine di uscita | Concorrenti                            | Zazzaroni         | Canino            | Smith             | Lucarelli         | Mariotto          | Esito sfida per la Giuria | Esito Giuria + Televoto | Risultato               |
| ---------------- | -------------------------------------- | ----------------- | ----------------- | ----------------- | ----------------- | ----------------- | ------------------------- | ----------------------- | ----------------------- |
| 1                | Francisco Porcella e Anastasia Kuzmina |                   |                   |                   |                   |                   | 2                         | 57%                     | Accedono al ring finale |
| 2                | Giaro Giarratana e Lucrezia Lando      |                   |                   |                   |                   |                   | 3                         | 43%                     | Terzi classificati      |
|                  |                                        |                   |                   |                   |                   |                   |                           |                         |                         |
| 3                | Cesare Bocci e Alessandra Tripoli      |                   |                   |                   |                   |                   | 1                         | 65%                     | Accedono al ring finale |
| 4                | Gessica Notaro e Stefano Oradei        |                   |                   |                   |                   |                   | 4                         | 35%                     | Terzi classificati      |

Ring finale: le due coppie rimaste in gara si sfidano per contendersi il primo posto, ballando due stili diversi ciascuna (sorteggiati o scelti dalle coppie stesse) e un Paso doble in contemporanea. Il risultato viene decretato solo dal televoto.
| Ordine di uscita | Concorrenti                            | Televoto | Esito                |
| ---------------- | -------------------------------------- | -------- | -------------------- |
| 1                | Francisco Porcella e Anastasia Kuzmina | 33%      | Secondi classificati |
| 2                | Cesare Bocci e Alessandra Tripoli      | 67%      | Vincitori            |

Altri premi consegnati:
- Trofeo Maurizio Aiello per il maggior numero di spareggi: Akash Kumar e Veera Kinnunen.
- Targa Paolo Rossi per l'esibizione più emozionante: Nathalie Guetta e Simone Di Pasquale.
- Premio speciale della Giuria per l'esibizione più originale: Giaro Giarratana e Lucrezia Lando.
- Premio Campioni Social per aver vinto il tesoretto social per il maggior numero di puntate: Giovanni Ciacci e Raimondo Todaro.

## Balli eseguiti
| Coppia                                 | 1                  | 2                         | 3                 | 4                                | 5                                     | 6                                  | 7                                         | 8                       | 9                                         | 10                                                                             |
| -------------------------------------- | ------------------ | ------------------------- | ----------------- | -------------------------------- | ------------------------------------- | ---------------------------------- | ----------------------------------------- | ----------------------- | ----------------------------------------- | ------------------------------------------------------------------------------ |
| Cesare Bocci e Alessandra Tripoli      | Tango              | Paso Doble                | Quickstep         | Boogie Woogie                    | Paso Doble – Samba                    | Danza senegalese – Freestyle lento | Merengue – Freestyle Veloce               | Valzer                  | Quickstep – Cha Cha Cha – Freestyle Lento | Valzer – Rumba – Freestyle Lento – Tango – Paso Doble – Valzer                 |
| Francisco Porcella e Anastasia Kuzmina | Boogie Woogie      | Merengue                  | Charleston        | Paso Doble                       | Boogie Woogie – Samba                 | Danza senegalese – Tango           | Merengue – Bachata                        | Rumba                   | Samba – Freestyle Veloce – Tango          | Boogie Woogie – Freestyle Lento – Paso Doble – Charleston – Paso Doble – Rumba |
| Gessica Notaro e Stefano Oradei        | Samba              | Bachata                   | Tango             | Jive                             | Samba – Valzer                        | Danza senegalese – Salsa           | Salsa – Paso Doble                        | Quickstep – Merengue    | Bachata – Freestyle Lento                 | Merengue – Rumba – Freestyle Lento                                             |
| Giaro Giarratana e Lucrezia Lando      | Salsa              | Freestyle Lento           | Paso Doble – Jive | Samba                            | Salsa – Tango                         | Danza senegalese – Boogie Woogie   | Salsa – Rumba – Merengue                  | Bachata                 | Freestyle Lento – Valzer                  | Salsa – Freestyle Veloce – Rumba                                               |
| Giovanni Ciacci e Raimondo Todaro      | Charleston         | Boogie Woogie             | Cha Cha Cha       | Salsa                            | Cha Cha Cha – Tango                   | Danza senegalese – Paso Doble      | Salsa – Quickstep                         | Rumba                   | Charleston – Valzer                       | Salsa – Jive                                                                   |
| Nathalie Guetta e Simone Di Pasquale   | Lindy Hop          | Charleston                | Cha Cha Cha       | Valzer                           | Charleston – Tango                    | Danza senegalese – Rumba           | Salsa – Paso Doble                        | Quickstep               | Freestyle Lento – Boogie Woogie           | Valzer – Freestyle Lento                                                       |
| Akash e Veera Kinnunen                 | Tango – Jive       | Freestyle Lento           | Charleston        | Boogie Woogie                    | Charleston – Rumba – Merengue         | Danza senegalese – Quickstep       | Samba – Prova speciale: Merengue – Valzer | Freestyle Veloce        | Tango – Paso Doble – Charleston           | –                                                                              |
| Massimiliano Morra e Sara Di Vaira     | Freestyle Lento    | Paso Doble                | Valzer            | Bachata                          | Paso Doble – Rumba                    | Danza senegalese – Salsa           | Merengue – Boogie Woogie – Merengue       | Tango – Charleston      | Rumba – Jive – Freestyle Lento            | –                                                                              |
| Amedeo Minghi e Samanta Togni          | Jive               | Salsa                     | Tango             | Charleston                       | Jive – Valzer                         | Danza senegalese – Merengue        | Boogie Woogie – Charleston                | Quickstep – Cha Cha Cha | –                                         | –                                                                              |
| Cristina e Luca Favilla                | Paso Doble         | Tango                     | Salsa             | Freestyle Lento – Merengue       | Merengue – Charleston – Boogie Woogie | –                                  | Charleston – Bachata                      | Rumba                   | –                                         | –                                                                              |
| Eleonora Giorgi e Samuel Peron         | Charleston – Samba | Merengue                  | Tango             | Boogie Woogie – Freestyle Veloce | –                                     | –                                  | Merengue                                  | Bachata                 | –                                         | –                                                                              |
| Stefania Rocca e Marcello Nuzio        | Charleston         | Tango – Salsa             | Valzer – Jive     | –                                | –                                     | –                                  | Salsa                                     | Rumba – Boogie Woogie   | –                                         | –                                                                              |
| Don Diamont e Hanna Karttunen          | Paso Doble         | Freestyle Lento – Foxtrot | –                 | –                                | –                                     | –                                  | Paso Doble                                | Salsa                   | –                                         | –                                                                              |

## Ballerini per una notte
| Puntata | Ospite              | Attività                       | Ballerino/a/e/i                         | Ballo         | Punteggio | Assegnatari tesoretto                  |
| ------- | ------------------- | ------------------------------ | --------------------------------------- | ------------- | --------- | -------------------------------------- |
| 1ª      | Robozao             | Robot                          | Maykel Fonts                            | Salsa         | 40        | Stefania Rocca e Marcello Nuzio        |
| 2ª      | Silvan              | Illusionista                   | Maria Ermachkova                        | Cha cha cha   | 50        | Nathalie Guetta e Simone di Pasquale   |
| 3ª      | Anastacia           | Cantante                       | Maykel Fonts                            | Salsa         | 50        | Eleonora Giorgi e Samuel Peron         |
| 4ª      | Raoul Bova          | Attori                         | Maria Ermachkova                        | Tango         | 48        | Gessica Notaro e Stefano Oradei        |
| 4ª      | Rocío Muñoz Morales | Attori                         | Pablo Moyano                            | Tango         | 48        | Gessica Notaro e Stefano Oradei        |
| 5ª      | Al Bano             | Cantanti                       | Maria Ermachkova                        | Bachata       | 48        | Massimiliano Morra e Sara Di Vaira     |
| 5ª      | Romina Power        | Cantanti                       | Fabrizio Graziani                       | Bachata       | 48        | Massimiliano Morra e Sara Di Vaira     |
| 6ª      | Gabriel Garko       | Attore                         | Gioia Giovanatti                        | Tango         | 50        | Nathalie Guetta e Simone di Pasquale   |
| 7ª      | Terence Hill        | Attori                         | Samuel Peron e Sicily Country Life      | Country dance | 50        | Cesare Bocci e Alessandra Tripoli      |
| 7ª      | Veronica Bitto      | Attori                         | Samuel Peron e Sicily Country Life      | Country dance | 50        | Cesare Bocci e Alessandra Tripoli      |
| 8ª      | Suor Cristina       | Religiosa e cantante           | Le maestre del programma e Niccolò Noto | Musical       | 50        | Francisco Porcella e Anastasia Kuzmina |
| 9ª      | Ivana Trump         | Imprenditrice e personaggio TV | Samuel Peron                            | Valzer        | 50        | Nathalie Guetta e Simone Di Pasquale   |
| 9ª      | Rossano Rubicondi   | Personaggio TV                 | Samanta Togni                           | Valzer        | 50        | Nathalie Guetta e Simone Di Pasquale   |
| 10ª     | Gina Lollobrigida   | Attrice                        | Samuel Peron                            | Charleston    | 50        | Non Assegnato                          |

## Programmi correlati

### Aspettando Ballando con le stelle
Aspettando Ballando con le stelle è stata una breve puntata introduttiva andata in onda su Rai 1 nel pomeriggio del 2 marzo 2018, una settimana prima dell'inizio di questa edizione. La puntata era incentrata sulla presentazione dei concorrenti della tredicesima edizione, sull'incontro coi loro maestri di ballo e sulle prime lezioni affrontate.

### Domenica in – Processo a Ballando con le stelle
All'interno del programma Domenica in, dall'11 marzo al 20 maggio 2018, è andato in onda un talk show dove la conduttrice del programma Cristina Parodi e il giurato Guillermo Mariotto, assieme agli opinionisti del programma Claudio Lippi, Adriano Panatta e Angela Rafanelli, analizzavano gli avvenimenti principali della puntata di Ballando con le stelle andata in onda la sera precedente.

### Ballando con te
Dalla quinta puntata del 7 aprile 2018 fino alla nona del 5 maggio 2018, è tornato come segmento all'interno delle puntate il torneo Ballando con te. Il format consiste in una competizione tra gruppi di persone comuni appassionate di ballo. Nello specifico hanno preso parte alle sfide gli otto vincitori di Ballando on the Road. L'esito delle cui sfide è stato stabilito tramite votazioni sul social network Instagram.

## Ascolti
| Puntata     | Messa in onda  | Ballando... Tutti in pista | Ballando... Tutti in pista | Ballando con le stelle | Ballando con le stelle | Fonte  | Totale puntata | Totale puntata |
| Puntata     | Messa in onda  | Telespettatori             | Share                      | Telespettatori         | Share                  | Fonte  | Telespettatori | Share          |
| ----------- | -------------- | -------------------------- | -------------------------- | ---------------------- | ---------------------- | ------ | -------------- | -------------- |
| 1           | 10 marzo 2018  | N/A                        | N/A                        | 4 205 000              | 20,39%                 | [ 16 ] | 4 205 000      | 20,39%         |
| 2           | 17 marzo 2018  | 4 082 000                  | 16,98%                     | 3 645 000              | 19,32%                 | [ 17 ] | 3 754 000      | 18,74%         |
| 3           | 24 marzo 2018  | 4 222 000                  | 18,02%                     | 3 471 000              | 18,94%                 | [ 18 ] | 3 659 000      | 18,71%         |
| 4           | 31 marzo 2018  | 4 020 000                  | 16,82%                     | 3 388 000              | 18,20%                 | [ 19 ] | 3 546 000      | 17,86%         |
| 5           | 7 aprile 2018  | 4 509 000                  | 19,47%                     | 4 325 000              | 23,06%                 | [ 20 ] | 4 371 000      | 22,16%         |
| 6           | 14 aprile 2018 | 4 189 000                  | 18,09%                     | 3 742 000              | 20,23%                 | [ 21 ] | 3 854 000      | 19,70%         |
| 7           | 21 aprile 2018 | 4 100 000                  | 18,80%                     | 3 500 000              | 20,30%                 | [ 22 ] | 3 650 000      | 19,93%         |
| Ripescaggio | 28 aprile 2018 | 4 209 000                  | 18,47%                     | 3 718 000              | 20,78%                 | [ 23 ] | 3 841 000      | 20,20%         |
| Semifinale  | 5 maggio 2018  | 4 214 000                  | 18,50%                     | 3 841 000              | 20,53%                 | [ 24 ] | 3 934 000      | 20,02%         |
| Finale      | 19 maggio 2018 | 4 627 000                  | 21,68%                     | 3 943 000              | 24,70%                 | [ 25 ] | 4 114 000      | 23,95%         |
| Media       | Media          | 4 241 000                  | 18,54%                     | 3 778 000              | 20,71%                 |        | 3 893 000      | 20,17%         |